# マコトユマ
マコト ユマ（2007年10月19日 - ）は、日本の元女性プロレスラー。東京都目黒区出身。

## 所属
- ワールド女子プロレス・ディアナ　(2023年 - 2025年)

## 経歴
2023年
- 10月8日、後楽園ホールにてデビュー。

2024年
- 12月26日、スターダムのNEW BLOODに初参戦。[1]

2025年
- 6月30日、ディアナより退団及び廃業が発表。[2]